# Jumoke Bodunrin
Jumoke Bodunrin (eigentlich Olajumoke Bodunrin; * 7. Februar 1945) ist eine ehemalige nigerianische Sprinterin.
1965 siegte sie bei den Afrikaspielen in Brazzaville über 100 Meter.
Bei den British Empire and Commonwealth Games 1966 in Kingston scheiterte sie über 100 Yards und 220 Yards im Vorlauf und wurde Siebte mit der nigerianischen 4-mal-110-Yards-Stafette.
Zwei Jahre später kam sie bei den Olympischen Spielen 1968 in Mexiko-Stadt über 100 Meter, 400 Meter und in der 4-mal-100-Meter-Staffel nicht über die erste Runde hinaus.
Bei den British Commonwealth Games 1970 in Edinburgh schied sie über 100 und 200 Meter im Vorlauf aus und kam mit der nigerianischen Mannschaft in der 4-mal-100-Meter-Staffel auf den achten Platz.

## Persönliche Bestzeiten
- 100 m: 11,71 s, 14. Oktober 1968, Mexiko-Stadt
- 400 m: 56,1 s, 1968